# Aplocera columbata
Aplocera columbata är en fjärilsart som beskrevs av Metzner 1845. Aplocera columbata ingår i släktet Aplocera och familjen mätare. Inga underarter finns listade i Catalogue of Life.